# Skuddramaet på Dawson College
Skuddramaet på Dawson College foregik 13. september 2006, fra 12:41 til 13:15 EDT, på Dawson College, en Cégep i downtown Montreal. Til stede på universitetet var omkring 10.000 studerende hvoraf de fleste var mellem 17 og 20 år gamle. Skyderiet begyndte udenfor universitetets hovedindgang og bevægede sig gennem atrium til cafeteriaet på anden sal.
Gerningsmanden begik senere selvmord ved at skyde sig selv i hovedet, efter han var blevet ramt i armen af politiet.

## Oversigt
Klokken 12:41 EDT åbnede Kimveer Gill, en 25-årig mand fra Laval som ikke selv studerede på Dawson College, ild mod studerende udenfor på trappen ved Dawson College. Derefter gik han ind i skolen og fortsatte mod cafeteriaet hvor studerende smed sig på jorden. Gill skød tilsyneladende ikke mod noget bestemt mål før han så politiet og sigtede mod dem.
Da han blev konfronteret af politiet i skolens cafeteria tog han midlertidigt to personer som gidsler. Han blev skudt af en politiofficer og begik herefter selvmord. En obduktion viste at Gill havde to skudsår: Det dræbende skud mod hovedet som han selv affyrede, og et i armen hvor en politimand ramte ham. Politiet tog ham derefter med ud, hvor de forgæves prøvede at genoplive ham. De dækkede derefter kroppen til og fortsatte evakueringen.
Politiet gennemsøgte universitetet for studerende som var blevet indenfor. Lokale radiomeldinger siger at cirka 80 politikøretøjer og op mod 24 ambulancer omringede bygninger. Studerende blev evakuerede fra området.
Indkøbscentrene Alexis-Nihon Plaza og Westmount Square, begge stødte op til Dawson og var, ligesom universitetet, direkte forbundet med Atwater metrostationen, blev evakuerede og den grønne linje af Montreal Metroen blev lukket ned i adskillige timer mellem Lionel-Groulx og McGill. Indkøbscenteret Pepsi Forum ved det modsatte hjørne af Dawson forblev åbent.
En stor del af de evakuerede studerende fra Dawson blev flyttet til det nærliggende Concordia University, hvor universitetet sammen med Concordia Student Union koordinerede og assisterede enhver der var berørt af skyderiet. De studerende blev samlet på Sir George Williams campus og der blev tilbudt hjælp til traumatiserede studerende og lærere.  Politiet oprettede flere telefonnumre til de studerendes forældre og venner.
Politiet har sagt at de har brug for et par dage til at undersøge gerningsstedet og efterfølgende har embedsmænd fra Dawson College besluttet at skolen vil forblive lukket indtil tidligst mandag 18. september 2006.

## Eftervirkninger

### Gerningsmanden
Politiet ledte til at begynde med efter tre mistænkte, men Montreals politichef Yvan Delorme har senere bekræftet at der kun var en gerningsmand og at han var blevet skudt og dræbt af politiet.  Mange øjenvidner har beskrevet manden som ca. 180 cm. høj, "punk"  blond med hanekam og med en sort trenchcoat, sorte bukser med nitter, og armystøvler. En har sagt at "han lignede en almindelig studerende" Den mistænkte bar tre våben, deriblandt enriffel.
Om aftenen, lokal tid, bekræftede en talsmand for Sûreté du Québec til journalister fra LCN TV at gerningsmanden var en 25 år gammel mand, født i Quebec. Hans bil blev også fundet parkeret tæt ved området hvor hændelsen fandt sted. Andre kilder siger at han boede i området omkring Montreal og politiet gennemsøger nu hans lejlighed.
På trods at tidlige meldinger om en anden, eller endda en tredje, gerningsmand, har chefen for Montreal Police, Yvan Delorme, bekræftet at der ikke er andre mistænkte i øjeblikket. 
Omkring midnat, lokal tid, onsdag 13. september, bekræftede politiet overfor medierne at den mistænkte var Kimveer Gill, en 25 år gammel indbygger fra Laval, Quebec.  anførte gerningsmands profil som "fatality666 Arkiveret 22. oktober 2006 hos  Wayback Machine" blev fundet på VampireFreaks.com, hvis sidste login var klokken 10:35 EDT samme dag som skyderiet foregik.  Profilen er efterfølgende første blevet begrænset til registrerede brugere og efterfølgende fjernet helt. Brugerens billedegalleri Arkiveret 8. november 2006 hos  Wayback Machine passer på flere studerendes beskrivelser af gerningsmanden, selvom han ikke har nogen synlige piercinger ligesom nogle beskrev. Brugerens bil passer også med politiets beskrivelse af en Pontiac Sunfire. Hans riffel, som kan ses i nogle fotografier, beskrives af ham selv som en karabin.

### Ofre
Anastasia De Sousa, en 18-årig studerende på sit første år på Dawson, blev ramt i maveregionen af skud og døde på stedet. Hendes krop forblev på stedet under undersøgelsen af gerningsstedet.

## Politiske svar
- Canadas premierminister Stephen Harper har sagt at skyderiet var en "...kujonagtig og meningsløs voldshandling..."[19]
- Quebecs premierminister  Jean Charest udtalte at "Vi er alle dybt bedrøvede på vegne af ofrene, familierne, forældrene til de børn som studerer på Dawson."[12]
- Montreals borgmester Gérald Tremblay har sagt "Dette er så tragisk. Hvordan taler vi med forældrene som går dette igennem ? Alt hvad jeg kan sige er, at jeg føler for dem og bekymrer mig for dem."[13]

## Diverse
Skyderiet på Dawson College er det 5. skyderi på et universitet i Quebec. Mellem 1989 og 1999 har der været fire andre sådanne hændelser:
- École Polytechnique de Montréal, 14 dræbte; december 1989
- Concordia Universitetet, 4 dræbte; august 1992
- En sprogskole i Montreal, 1 dræbt; oktober 1997
- Woodland Elementary, ingen sårede; februar 1999

## Billeder
- Politiet afspærrer området
- En studerende interviewes

## Eksterne links
- CanWest News Service: Past Canadian school shootings Arkiveret 20. oktober 2006 hos  Wayback Machine 13. september 2006
- canada.com: Tragedy at DAWSON Arkiveret 21. oktober 2006 hos  Wayback Machine
- Metroblogging Montreal: First hand witness account Arkiveret 16. maj 2008 hos  Wayback Machine 13. september 2006 17:31:00 EST

### Nyhedsreportager
- CBC News: Chaotic scene as shots fired at Montreal college 13. september 2006 14:11:23 EDT
- CTV News: Two gunmen reported dead in Montreal shooting Arkiveret 25. september 2006 hos  Wayback Machine 13. september 2006 13:31 PM ET
- Montreal Gazette/Global Quebec: Reports say four injured in shooting at Montreal college Arkiveret 7. maj 2007 hos  Wayback Machine (CanWest News Service) 13. september 2006
- 940 News Montreal: Twelve people injured in shootings at Montreal's Dawson College at 16:45 on September 13, 2006, EST. Arkiveret 12. marts 2007 hos  Wayback Machine (CP)
- Société Radio-Canada: Tragédie à Dawson 13. september 2006
- Le Canal Nouvelles: Fusillade au Collège Dawson Arkiveret 16. maj 2007 hos  Wayback Machine 13. september 2006
- Globe and Mail: Young woman, gunman killed in Montreal shooting (SCOTT DEVEAU)
- Toronto Star: 4 dead in Montreal shootings Arkiveret 6. juni 2008 hos  Wayback Machine (Canadian Press) 13. september 2006. 03:10 PM
- Calgary Sun: Gunfire at college (Webside ikke længere tilgængelig) (Dene Moore) 13. september 2006 13:19:22 MST
- Le Monde: Fusillade dans un établissement scolaire de Montréal Arkiveret 13. januar 2022 hos  Wayback Machine (Agence France-Presse) 13. september 2006
- Fox News: Reports: Two Gunmen Open Fire at Montreal College 13. september 2006
- ABC News (Australia): Gunmen kill 4, injure 16 at Montreal college: reports 14. september 2006. 5:01am (AEST)

### Live news feeds
- CINW AM 940 News station Arkiveret 19. september 2006 hos  Wayback Machine Montreal ShockwaveFLASH streaming audio.
- Info 690 News station Arkiveret 16. august 2006 hos  Wayback Machine Montreal ShockwaveFLASH streaming audio.
- CJAD AM 800 Talk News station Montreal

45°29′22″N 73°35′14″V / 45.4894°N 73.5872°V